# Marissa
Marissa és una població dels Estats Units a l'estat d'Illinois. Segons el cens del 2000 tenia 2.141 habitants.

## Demografia
Segons el cens del 2000, Marissa tenia 2.141 habitants, 879 habitatges, i 595 famílies. La densitat de població era de 222,2 habitants/km².
Dels 879 habitatges en un 29,7% hi vivien nens de menys de 18 anys, en un 50,6% hi vivien parelles casades, en un 11% dones solteres, i en un 32,3% no eren unitats familiars. En el 28,2% dels habitatges hi vivien persones soles el 14,8% de les quals corresponia a persones de 65 anys o més que vivien soles. El nombre mitjà de persones vivint en cada habitatge era de 2,44 i el nombre mitjà de persones que vivien en cada família era de 2,96.
Per edats la població es repartia de la següent manera: un 24,8% tenia menys de 18 anys, un 10,4% entre 18 i 24, un 24,8% entre 25 i 44, un 23,9% de 45 a 60 i un 16% 65 anys o més.
L'edat mediana era de 38 anys. Per cada 100 dones de 18 o més anys hi havia 92 homes.
La renda mediana per habitatge era de 31.684 $ i la renda mediana per família de 41.898 $. Els homes tenien una renda mediana de 31.654 $ mentre que les dones 23.024 $. La renda per capita de la població era de 15.930 $. Aproximadament el 4,2% de les famílies i el 9,5% de la població estaven per davall del llindar de pobresa.

## Poblacions properes
El següent diagrama mostra les poblacions més properes.